# Domeček
Domeček, resp. Hradčanský domeček, je jednopatrový objekt v areálu bývalého vojenského soudu a věznice v Praze na Hradčanech (Kapucínská 214/2), která sloužila gestapu a posléze vyšetřovatelům StB, Obranného zpravodajství a 5. oddělení Hlavního štábu jako vyšetřovací věznice či přesněji mučírna. Nenápadnou jednopatrovou budovu zvolil za věznici náměstek ministra obrany, divizní generál Bedřich Reicin, jeden z hlavních tvůrců vykonstruovaných soudních procesů s československými vojáky a důstojníky a autor čistek v řadách vysokých vojenských důstojníků.
Je často označován za nejkrutější mučírnu, jakou kdy komunisté v Československu provozovali, a platí za jeden ze symbolů bestiality a teroru státní bezpečnosti a komunistického režimu. Vyšetřovací metody pracovníků věznice zahrnovaly mj. odpírání spánku a stravy, ale i psychické týrání a mučení zimou, bití, škrcení, topení a další.
Pod vedením kpt. Františka Pergla (známého též pod přezdívkou Suchá lípa) zde vyšetřovatelé StB vyslýchali a zpracovávali mimo jiné vysoké československé armádní důstojníky a hrdiny protinacistického odboje. Mnoho z nich tak mohlo srovnat metody gestapa a StB na vlastní kůži, někteří v tomto srovnání označují StB jako horší, zbytek je považuje za srovnatelné.
V ulici Kapucínské byla na ohradní zdi areálu umístěna pamětní deska obětem umučených komunistickou policií.